# Zomer en winter
Zomer en winter zijn twee artistieke kunstwerkjes in Amsterdam-Zuid. Het betreft hier werken van Jaap Kaas, die voor het gebouw Dijsselhofplantsoen 6 vier zandstenen gevelreliëfs maakte. Teeuwisse noemt de vier in de oeuvrecatalogus in Kaas' monografie Zomer, Winter, Slapende kat en Slapende hond.
Het woonhuis werd ontworpen door Gerrit Jan Rutgers, die wel vaker beeldhouwers inschakelde om zijn gebouwen in Amsterdamse Schoolstijl op te fleuren. Rutgers en Kaas werkten in de periode 1925-1928 meerdere keren samen. Voor de verbeelding van de Zomer maakte Kaas twee kinderfiguren tegen een achtergrond van zon en gebladerte, voor de Winter twee kinderfiguren tegen de achtergrond van dorre takken en een boekenkast. De beide stenen werden geplaatst boven twee kolommen in de raampartij aan de straatkant. De hond en de kat werden aan weerszijden van de toegangsdeur geplaatst. Alleen de kat is vanaf de straatzijde te zien, geplaatst op de uitbouw waar de toegangsdeur zich bevindt. 
Boven de toegang is een steen met een haringbuis met twee vissers aan boord ingemetseld, die niet van Kaas' hand is. Het gaat om een 18e-eeuwse ingekorte frontonvulling. De steen, afkomstig uit het pand Westerstraat 146, wordt ondersteund door een stenen balk, die niet tot de oorspronkelijke gevelsteen behoort. Overigens heeft het gebouw ook jaarstenen, waarbij alleen Anno net van de straat af zichtbaar is boven de haringbuissteen. 

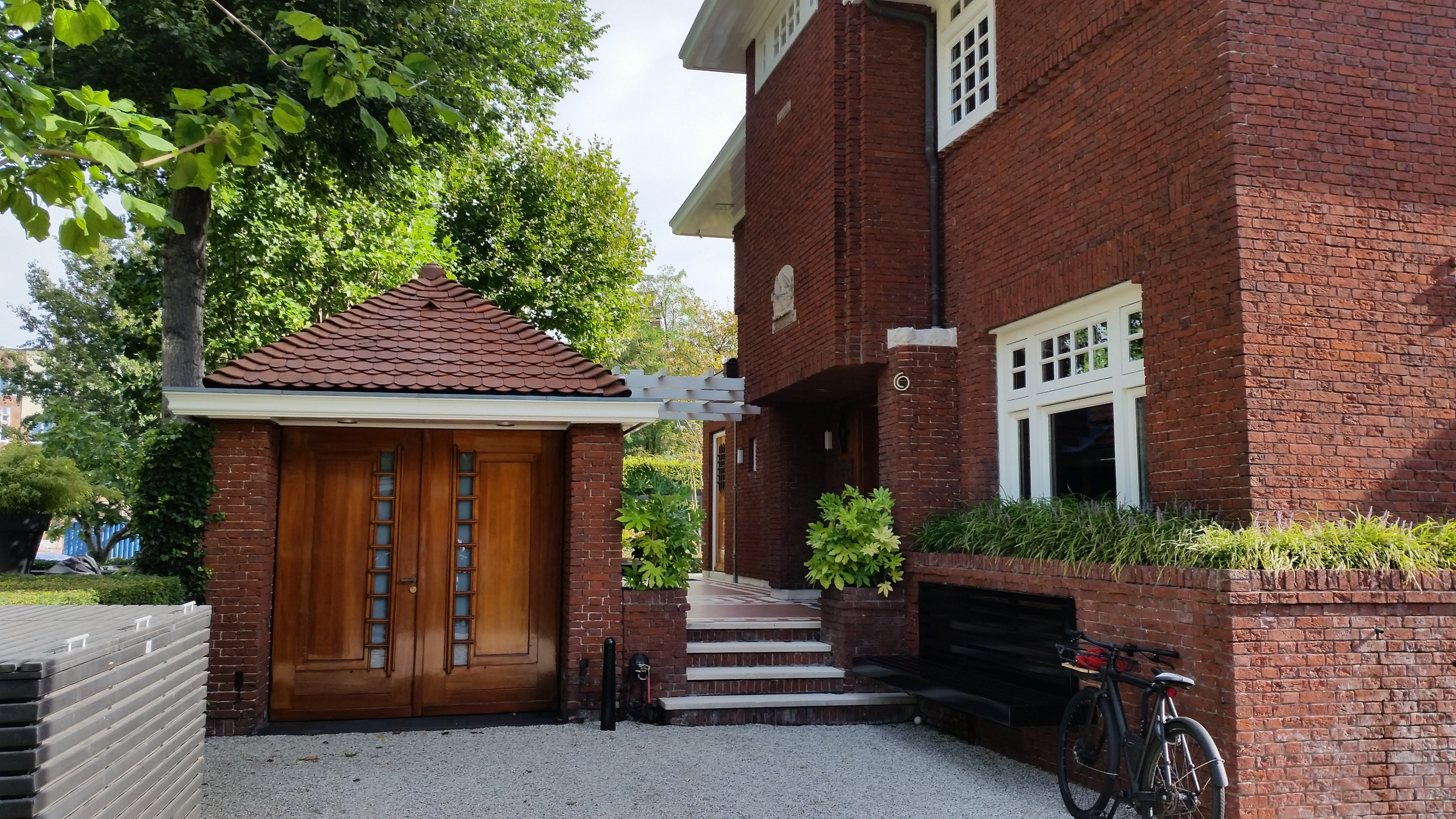
Gevelsteen Staedigh Aen, Liggende poes en bovenin Anno (augustus 2020)